# Горнє Прилище
45°27′ пн. ш. 15°21′ сх. д. / 45.45° пн. ш. 15.35° сх. д.
Горнє Прилище (хорв. Gornje Prilišće) — населений пункт у Хорватії, у Карловацькій жупанії у складі громади Нетретич.

## Населення
Населення за даними перепису 2011 року становило 48 осіб.
Динаміка чисельності населення поселення: